# Magdi
Magdi Omar Ytreeide Abdelmaguid conocido como Magdi (Oslo, Noruega,1984) es un rapero noruego, más conocido como miembro del grupo de rap noruego Karpe Diem o conocido como Karpe.

## Karpe Diem
Magdi y Chirag Rashmikant Patel se conocieron por primera vez en 1998, cuando ambos estaban involucrados en la música por separado. En 2000 formaron Karpe Diem y comenzaron a dar conciertos juntos. En 2004 debutaron con el EP "Glasskår", que ganó el premio Alarm en 2007 y fue nominado al premio Spellemann en 2006 en la categoría de hiphop.
En 2008 lanzaron su siguiente trabajo, "Fire vegger", con el que ganaron el premio Spellemann en la categoría de hiphop.
En 2010 publicaron el álbum "Aldri solgt en løgn", que fue nominado al premio Spellemann 2010 en la categoría de hiphop, y el sencillo "Ruter" fue nominado en la categoría de canción del año. Karpe Diem recibió el premio como Artista del Año en los Spellemann. En 2010, Karpe Diem fue el primer grupo en recibir el premio Bendiksen, otorgado por el Ministerio de Cultura. Ese mismo año también recibieron el premio "Best Norwegian Act" en los MTV Europe Music Awards.
En 2010, Karpe Diem recibió el premio altruista Sigval Bergesen d.y. La canción "Tusen tegninger" del álbum "Aldri solgt en løgn" fue interpretada durante la Ceremonia Nacional de Conmemoración del 22 de julio de 2011 en el Oslo Spektrum. En otoño de 2013, Karpe Diem fue galardonado con el premio P3 en el evento P3 Gull. Ganaron el premio Spellemann 2015 en la categoría de mejor video musical. La dupla recibió dos premios en el P3 Gull 2016: Artista en Vivo del Año y Canción del Año por "Lett å være rebell i kjellerleiligheten din".
En octubre de 2015 lanzaron el álbum "Heisann Montebello". En 2019 lanzaron el álbum "SAS PLUS / SAS PUSSY", que ganó el premio Spellemann 2019 en la categoría de Álbum del Año.
El 17 de agosto de 2020, Karpe fundó la Fundación Karpe Patel & Abdelmaguid.
Está casado con la artista Oda Felicia.

## Discografía
- 2004: Glasskår EP
- 2006: Rett fra hjertet. [10]
- 2008: Fire vegger
- 2010: Aldri solgt en løgn.[10]
- 2012: Kors på halsen, ti kniver i hjertet, mor og far i døden.[10]
- 2016: Heisann Montebello.[10]
- 2018: MARS EP (con Arif y Unge Ferrari).[10]
- 2019: SAS PLUSS / SAS PUSSY.[10]
- 2019: Skittles
- 2022: Omar SherrifPremios y distinciones. [10]
- 2022 – Mike it Spektrum. [10]
- 2023 – Diaspora Dreams (The Quick Style Selection)[10]

### Singles
- 2004 – Glasskår. [10]
- 2006 – Piano. [10]
- 2008 – Under overflaten. [10]
- 2008 – Fireogtyvegods. [10]
- 2008 – Stjerner. [10]
- 2009 – Vestkantsvartinga.  [10]
- 2010 – Ruter feat. Andreas Grega. [10]
- 2012 – Påfugl feat. Yosef Wolde-Mariam. [10]
- 2012 – Toyota’n til Magdi. [10]
- 2015 – Lett å være rebell i kjellerleiligheten din. [10]
- 2015 – Hvite menn som pusher 50. [10]
- 2015 – Au pair. [10]
- 2015 – Hus/hotell/slott brenner. [10]
- 2016 – Attitudeproblem. [10]
- 2016 – Gunerius. [10]
- 2017 – Rett i foret. [10]
- 2017 – Dup-i-dup. [10]
- 2019 – Skittles. [10]

## Premio
- Alarm 2007 en la categoría de hiphop/rap por "Rett fra hjertet"[11]
- Premio Spellemann 2008 en la categoría de hiphop por "Fire veggerPremio Bendiksen 2010.
- MTV Europe Music Awards 2010 - Best Norwegian Act.
- Premio altruista Sigval Bergesen d.y. 2010.
- Artista del Año en los Spellemann 2010.
- Premio de Arte de la Ciudad de Oslo 2012.
- Premio Spellemann 2012 en la categoría de pop por "Kors på halsen, ti kniver i hjertet, mor og far i døden".
- P3 Gull 2013 - Premio P3.
- Premio Spellemann 2015 en la categoría de mejor video musical por "Hvite menn som pusher 50".
- P3 Gull 2016 en la categoría de Artista en Vivo del Año.
- P3 Gull 2016 en la categoría de Canción del Año por "Lett å være rebell i kjellerleiligheten din".
- Premio Gammleng 2016 en la categoría de rap/hiphop.
- Premio Spellemann 2016 en la categoría de urban por el álbum "Heisann Montebello".
- Premio Spellemann 2016 en la categoría de Álbum del Año por "Heisann Montebello".
- P3 Gull 2017 en la categoría de Artista en Vivo del Año.[12]
- Premio Edvard 2017 en la categoría de letra por "Heisann Montebello".